# 시사본부
《정관용의 시사본부》는 KBS 1라디오(전국, 수도권 기준 FM 97.3MHz, AM 711kHz)에서 주말 낮 12시 10분에 방송되는 라디오 시사 프로그램이다. 단, 이 프로그램은 모두 전국방송이다.

## 역사
2018년 5월 28일에 첫방송되었으며, 원래는 평일 방송이었으나, 2019년 9월 16일부터 2024년 1월 28일까지는 매일 방송, 2월 3일부터는 주말 방송으로 변경되었다.

## 역대 방송시간
| 방송 채널   | 방송 기간                         | 방송 시간                                            |
| ----------- | --------------------------------- | ---------------------------------------------------- |
| KBS 1라디오 | 2018년 5월 28일 ~ 2019년 9월 13일 | 평일 낮 12:20 ~ 오후 1:58                            |
| KBS 1라디오 | 2019년 9월 16일 ~ 2020년 2월 2일  | 평일 낮 12:20 ~ 오후 1:58, 주말 낮 12:15 ~ 오후 1:58 |
| KBS 1라디오 | 2020년 2월 3일 ~ 2024년 1월 28일  | 평일 낮 12:20 ~ 오후 1:58, 주말 낮 12:10 ~ 오후 1:58 |
| KBS 1라디오 | 2024년 2월 3일 ~ 현재             | 주말 낮 12:10 ~ 오후 1:58                            |

## 역대 진행자

### 평일 방송
- 2018년 5월 28일 ~ 2021년 9월 24일 : 오태훈 아나운서
- 2021년 9월 27일 ~ 2023년 3월 22일 : 故 최영일 시사평론가
- 2023년 3월 23일 ~ 6월 30일 평일은 임시진행자가 진행
- 2023년 7월 3일 ~ 2024년 1월 26일 : 배종찬 인사이트케이 소장 (이후 평일 방송분 폐지)

### 주말 방송
- 2019년 9월 16일 ~ 2020년 11월 1일 : 서기철 前 아나운서
- 2020년 11월 7일 ~ 2021년 9월 26일 : 최승돈 아나운서
- 2021년 10월 2일 ~ 현재 : 정관용 시사평론가